# Élections législatives de 1978 dans l'Oise
Les élections législatives françaises de 1978 se déroulent les 12 et 19 mars 1978. Dans le département de l'Oise, cinq députés sont à élire dans le cadre de cinq circonscriptions.

## Élus
| Circonscription | Député sortant                               | Parti | Parti | Député élu ou réélu  | Parti | Parti |
| --------------- | -------------------------------------------- | ----- | ----- | -------------------- | ----- | ----- |
| 1re             | Marcel Dassault                              |       | RPR   | Marcel Dassault      |       | RPR   |
| 2e              | Edmond Nessler                               |       | RPR   | Roland Florian       |       | PS    |
| 3e              | Robert Hersant                               |       | CDS   | Raymond Maillet      |       | PCF   |
| 4e              | Arthur Dehaine suppléant de René Quentier    |       | RPR   | Arthur Dehaine       |       | RPR   |
| 5e              | Michel Commelin suppléant de François Bénard |       | RPR   | Jean-François Mancel |       | RPR   |

## Résultats

### Résultats à l'échelle du département
| Parti          | Parti                              | Premier tour | Premier tour | Second tour | Second tour | Sièges |
| Parti          | Parti                              | Voix         | %            | Voix        | %           | Sièges |
| -------------- | ---------------------------------- | ------------ | ------------ | ----------- | ----------- | ------ |
|                | Rassemblement pour la République   | 93 969       | 28,85        | 72 204      | 26,82       | 3      |
|                | Union pour la démocratie française | 53 067       | 16,29        | 60 771      | 22,58       | 0      |
|                | Divers droite                      | 6 921        | 2,12         |             |             | 0      |
|                | Majorité présidentielle            | 153 957      | 47,27        | 132 975     | 49,40       | 3      |
|                |                                    |              |              |             |             |        |
|                | Parti communiste français          | 77 978       | 23,94        | 102 625     | 38,13       | 1      |
|                | Parti socialiste                   | 72 135       | 22,15        | 33 578      | 12,47       | 1      |
|                | Union de la gauche                 | 150 113      | 46,09        | 136 203     | 50,60       | 2      |
|                |                                    |              |              |             |             |        |
|                | Extrême gauche                     | 10 826       | 3,32         |             |             | 0      |
|                | Divers écologiste                  | 3 917        | 1,20         | 0           |             |        |
|                | Gaullistes d'opposition            | 3 966        | 1,22         | 0           |             |        |
|                | Extrême droite                     | 1 393        | 0,43         | 0           |             |        |
|                | Parti socialiste unifié            | 819          | 0,25         | 0           |             |        |
|                | Divers                             | 736          | 0,23         | 0           |             |        |
|                |                                    |              |              |             |             |        |
| Inscrits       | Inscrits                           | 387 356      | 100,00       | 315 862     | 100,00      | 5      |
| Abstentions    | Abstentions                        | 54 525       | 14,08        | 38 934      | 12,33       |        |
| Votants        | Votants                            | 332 831      | 85,92        | 276 928     | 87,67       |        |
| Blancs et nuls | Blancs et nuls                     | 7 104        | 2,13         | 7 750       | 2,8         |        |
| Exprimés       | Exprimés                           | 325 727      | 97,87        | 269 178     | 97,2        |        |

### Résultats par circonscription

#### Première circonscription (Beauvais-Nord)
|                    | Marcel Dassault sortant réélu | RPR                        | 30 285 | 51,12  |  |  |  |
|                    | Walter Amsallem               | PS                         | 13 159 | 22,21  |  |  |  |
|                    | Claude Aury                   | PCF                        | 9 883  | 16,68  |  |  |  |
|                    | Michel Breton                 | LO                         | 2 526  | 4,26   |  |  |  |
|                    | Jean-Claude Papoz             | MDD                        | 1 563  | 2,64   |  |  |  |
|                    | Claude Vigneron               | LCR                        | 1 119  | 1,89   |  |  |  |
|                    | Marianne Bocquet              | Divers droite (Maj. prés.) | 711    | 1,20   |  |  |  |
|                    | M. Loonis                     | Sans étiquette             | 1      | 0,00   |  |  |  |
|                    |                               |                            |        |        |  |  |  |
| Inscrits           | Inscrits                      | Inscrits                   | 69 269 | 100,00 |  |  |  |
| Abstentions        | Abstentions                   | Abstentions                | 8 558  | 12,35  |  |  |  |
| Votants            | Votants                       | Votants                    | 60 711 | 87,65  |  |  |  |
| Blancs et nuls     | Blancs et nuls                | Blancs et nuls             | 1 464  | 2,41   |  |  |  |
| Exprimés           | Exprimés                      | Exprimés                   | 59 247 | 97,59  |  |  |  |
| Source : Data.gouv |                               |                            |        |        |  |  |  |

#### Deuxième circonscription (Compiègne)
| Candidat       | Candidat               | Parti             | Premier tour | Premier tour | Second tour | Second tour |  |
| Candidat       | Candidat               | Parti             | Voix         | %            | Voix        | %           |  |
| -------------- | ---------------------- | ----------------- | ------------ | ------------ | ----------- | ----------- |  |
|                | François Lépine        | UDF (PR)          | 17 381       | 27,38        | 31 360      | 48,29       |  |
|                | Roland Florian élu     | PS                | 15 671       | 24,69        | 33 578      | 51,71       |  |
|                | Jean-François Lapraye  | PCF               | 14 197       | 22,36        | Retrait     | Retrait     |  |
|                | Edmond Nessler sortant | RPR               | 10 816       | 17,04        | Retrait     | Retrait     |  |
|                | Yvon Moyniez           | Divers écologiste | 1 799        | 2,83         |             |             |  |
|                | André Pauquet          | Divers droite     | 1 444        | 2,27         |             |             |  |
|                | Ghislaine Pouille      | LO                | 1 356        | 2,14         |             |             |  |
|                | Christiane Degraeve    | PSU (FA)          | 819          | 1,29         |             |             |  |
|                |                        |                   |              |              |             |             |  |
| Inscrits       | Inscrits               | Inscrits          | 75 579       | 100,00       | 75 539      | 100,00      |  |
| Abstentions    | Abstentions            | Abstentions       | 10 962       | 14,5         | 9 457       | 12,52       |  |
| Votants        | Votants                | Votants           | 64 617       | 85,5         | 66 082      | 87,48       |  |
| Blancs et nuls | Blancs et nuls         | Blancs et nuls    | 1 134        | 1,75         | 1 144       | 1,73        |  |
| Exprimés       | Exprimés               | Exprimés          | 63 483       | 98,25        | 64 938      | 98,27       |  |

#### Troisième circonscription (Clermont)
| Candidat       | Candidat             | Parti             | Premier tour | Premier tour | Second tour | Second tour |  |
| Candidat       | Candidat             | Parti             | Voix         | %            | Voix        | %           |  |
| -------------- | -------------------- | ----------------- | ------------ | ------------ | ----------- | ----------- |  |
|                | Raymond Maillet élu  | PCF               | 17 132       | 27,46        | 33 336      | 53,13       |  |
|                | Jacques Hersant      | UDF (CDS)         | 15 522       | 24,88        | 29 411      | 46,87       |  |
|                | Gilles Martinet      | PS                | 13 144       | 21,07        | Retrait     | Retrait     |  |
|                | Philippe Marini      | RPR               | 7 489        | 12,00        |             |             |  |
|                | Charles Baur         | UDF (MDSF)        | 3 951        | 6,33         |             |             |  |
|                | Marie-Claire Baudrin | LO                | 1 232        | 1,97         |             |             |  |
|                | Philippe Benoist     | Divers écologiste | 1 219        | 1,95         |             |             |  |
|                | Xavier Goyet         | Divers écologiste | 899          | 1,44         |             |             |  |
|                | Florence Montreynaud | Divers            | 735          | 1,18         |             |             |  |
|                | Michel Cauffetier    | Divers droite     | 630          | 1,01         |             |             |  |
|                | Michel Goemaere      | Divers droite     | 287          | 0,71         |             |             |  |
|                | P. Rico              | FN                | 153          | 0,24         |             |             |  |
|                |                      |                   |              |              |             |             |  |
| Inscrits       | Inscrits             | Inscrits          | 72 622       | 100,00       | 72 570      | 100,00      |  |
| Abstentions    | Abstentions          | Abstentions       | 8 986        | 12,37        | 7 818       | 10,77       |  |
| Votants        | Votants              | Votants           | 63 636       | 87,63        | 64 752      | 89,23       |  |
| Blancs et nuls | Blancs et nuls       | Blancs et nuls    | 1 243        | 1,95         | 2 005       | 3,1         |  |
| Exprimés       | Exprimés             | Exprimés          | 62 393       | 98,05        | 62 747      | 96,9        |  |

#### Quatrième circonscription (Senlis)
| Candidat       | Candidat                     | Parti          | Premier tour | Premier tour | Second tour | Second tour |  |
| Candidat       | Candidat                     | Parti          | Voix         | %            | Voix        | %           |  |
| -------------- | ---------------------------- | -------------- | ------------ | ------------ | ----------- | ----------- |  |
|                | Arthur Dehaine sortant réélu | RPR            | 31 226       | 36,88        | 42 889      | 50,26       |  |
|                | Maurice Bambier              | PCF            | 22 390       | 26,44        | 42 450      | 49,74       |  |
|                | Jean Anciant                 | PS             | 20 928       | 24,72        | Retrait     | Retrait     |  |
|                | Éric Hintermann              | UDF (MDSF)     | 3 933        | 6,33         |             |             |  |
|                | Jacques Darras               | MDD            | 1 450        | 1,71         |             |             |  |
|                | Philippe Lazarevitch         | LO             | 1 409        | 1,66         |             |             |  |
|                | Alain Périès                 | UGP            | 953          | 1,12         |             |             |  |
|                | Albert Roux                  | LCR            | 744          | 0,87         |             |             |  |
|                | Jean-Luc Philis              | Extrême droite | 722          | 0,85         |             |             |  |
|                | M. Chardenal                 | FN             | 518          | 0,61         |             |             |  |
|                | Daniel Assouline             | OCT            | 394          | 0,46         |             |             |  |
|                |                              |                |              |              |             |             |  |
| Inscrits       | Inscrits                     | Inscrits       | 104 230      | 100,00       | 102 072     | 100,00      |  |
| Abstentions    | Abstentions                  | Abstentions    | 17 779       | 17,06        | 14 031      | 13,75       |  |
| Votants        | Votants                      | Votants        | 86 451       | 82,94        | 88 041      | 86,25       |  |
| Blancs et nuls | Blancs et nuls               | Blancs et nuls | 1 784        | 2,06         | 2 702       | 3,07        |  |
| Exprimés       | Exprimés                     | Exprimés       | 84 667       | 97,94        | 85 339      | 96,93       |  |

#### Cinquième circonscription (Beauvais-Sud)
| Candidat       | Candidat                 | Parti          | Premier tour | Premier tour | Second tour | Second tour |  |
| Candidat       | Candidat                 | Parti          | Voix         | %            | Voix        | %           |  |
| -------------- | ------------------------ | -------------- | ------------ | ------------ | ----------- | ----------- |  |
|                | Jean Sylla               | PCF            | 14 376       | 25,70        | 26 839      | 47,80       |  |
|                | Jean-François Mancel élu | RPR            | 14 153       | 25,30        | 29 315      | 52,20       |  |
|                | René Lenoir              | UDF (MDSF)     | 12 280       | 21,95        | Retrait     | Retrait     |  |
|                | Pierre Bracque           | PS             | 9 233        | 16,51        | Retrait     | Retrait     |  |
|                | Jean Guludec             | PSD            | 3 849        | 6,88         |             |             |  |
|                | Aline Méchin             | LO             | 1 490        | 2,66         |             |             |  |
|                | M. Hilaire               | UOPDP          | 556          | 0,99         |             |             |  |
|                |                          |                |              |              |             |             |  |
| Inscrits       | Inscrits                 | Inscrits       | 65 656       | 100,00       | 65 681      | 100,00      |  |
| Abstentions    | Abstentions              | Abstentions    | 8 240        | 12,55        | 7 628       | 11,61       |  |
| Votants        | Votants                  | Votants        | 57 416       | 87,45        | 58 053      | 88,39       |  |
| Blancs et nuls | Blancs et nuls           | Blancs et nuls | 1 479        | 2,58         | 1 899       | 3,27        |  |
| Exprimés       | Exprimés                 | Exprimés       | 55 937       | 97,42        | 56 154      | 96,73       |  |